# Черв'яга мексиканська
Черв'яга мексиканська (Dermophis mexicanus) — вид земноводних з роду шкіряста черв'яга родини товстошкірі черв'яги.

## Опис
Загальна довжина досягає 60 см. Голова витягнута. Зуби присутні в єдиному ряду на нижній щелепі. Очі доволі розвинені. Тулуб стрункий, кремезний. Щупальці розташовані між очима та ніздрями. Має 94—112 первинних складок і 35—88 вторинних. Забарвлення спини темно-сіре, черево, щелепи, щупальці блідо-сірі.

## Спосіб життя
Трапляється від низовин і гірських районів до узбережжя. Велику частину часу проводить у виритих норах в сирому ґрунті. Часто можна зустріти і на поверхні, особливо в сутінках під час дощу. Живиться переважно земляними хробаками і термітами, але зрідка може нападати на дрібних ящірок або молодих мишей.
Статева зрілість настає у 2—3 років. Вагітність триває близько 11 місяців, після чого народжується близько 16 дитинчат. Дитинчата з'являються на світ з травня по червень, під час сезону дощів. Довжина їх тіла 10-15 см, у той час як довжина матері 35-40 см.

## Розповсюдження
Мешкає від штату Герреро на тихоокеанському узбережжі і Веракрусу на атлантичному, на південь до північної Панами.